# Динамит

Динами́т (от др.-греч. δύναμις «сила») — бризантная взрывчатая смесь на основе нитроглицерина с поглотителем и другими добавками. Нитроглицерин в чистом виде очень опасен и неудобен для применения. Поэтому для широкого использования этой мощной взрывчатки были найдены твёрдые абсорбенты, пропитка которых нитроглицерином делала его относительно безопасным для хранения и использования. Помимо абсорбента, динамит может содержать и другие вещества. Вся масса обычно спрессовывается в цилиндрическую форму и помещается в бумажную или пластиковую упаковку-патрон. Подрыв заряда осуществляется с помощью капсюля-детонатора.
Динамит был запатентован Альфредом Нобелем 25 ноября 1867 года и до середины XX века использовался как основное взрывчатое вещество в горном деле, уступив затем своё место более безопасным и менее дорогим современным промышленным взрывчатым веществам на основе аммиачной селитры.

## История

### Открытие нитроглицерина

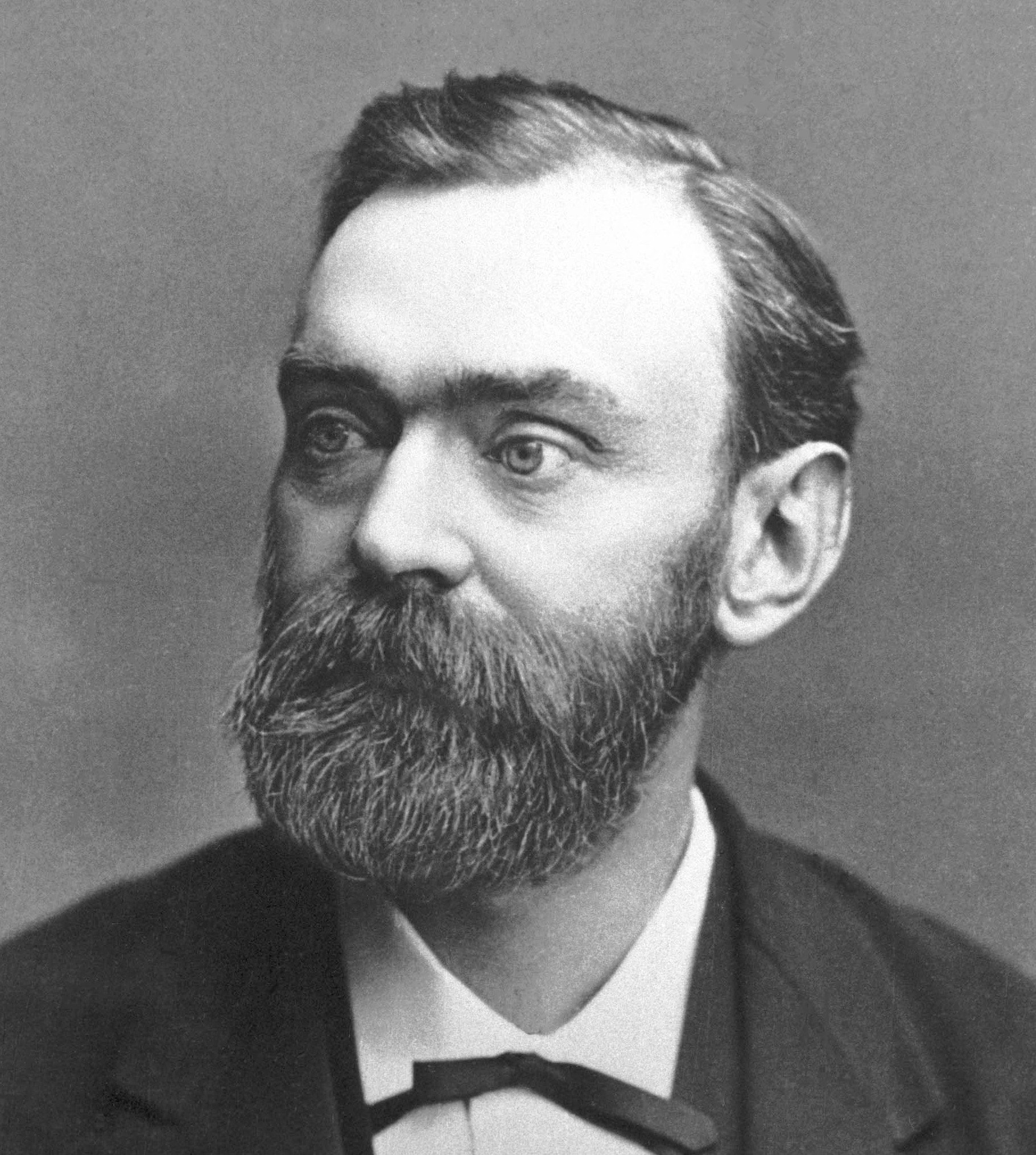
Альфред Нобель, около 1883

Нитроглицерин открыл в 1846 году итальянский химик Асканио Собреро, опубликовав своё открытие в следующем году. Вещество оказалось сильной взрывчаткой, но очень опасной в обращении. Для его производства было построено несколько заводов, в том числе в России. Русский химик Николай Зинин и его помощник Василий Петрушевский исследовали нитроглицерин и искали безопасные способы его применения. Их учеником был молодой Альфред Нобель.
Начиная с 1859 года, Альфред Нобель, его отец и младший брат ставили в Швеции эксперименты над взрывчатым жидким нитроглицерином, пытаясь найти оптимальные способы его производства и применения в промышленности. В 1863 году они нашли, в частности, что детонацию нитроглицерина можно вызвать подрывом гремучей ртути, что упростило его практическое применение и привело к изобретению Нобелем усовершенствованного капсюля-детонатора, использующегося и поныне, — эта разработка некоторыми авторами оценивается даже выше изобретения динамита. Альфред Нобель также изобрёл способ промышленного непрерывного получения нитроглицерина в инжекторе, смешивающем глицерин и азотную кислоту.

### Изобретение динамита

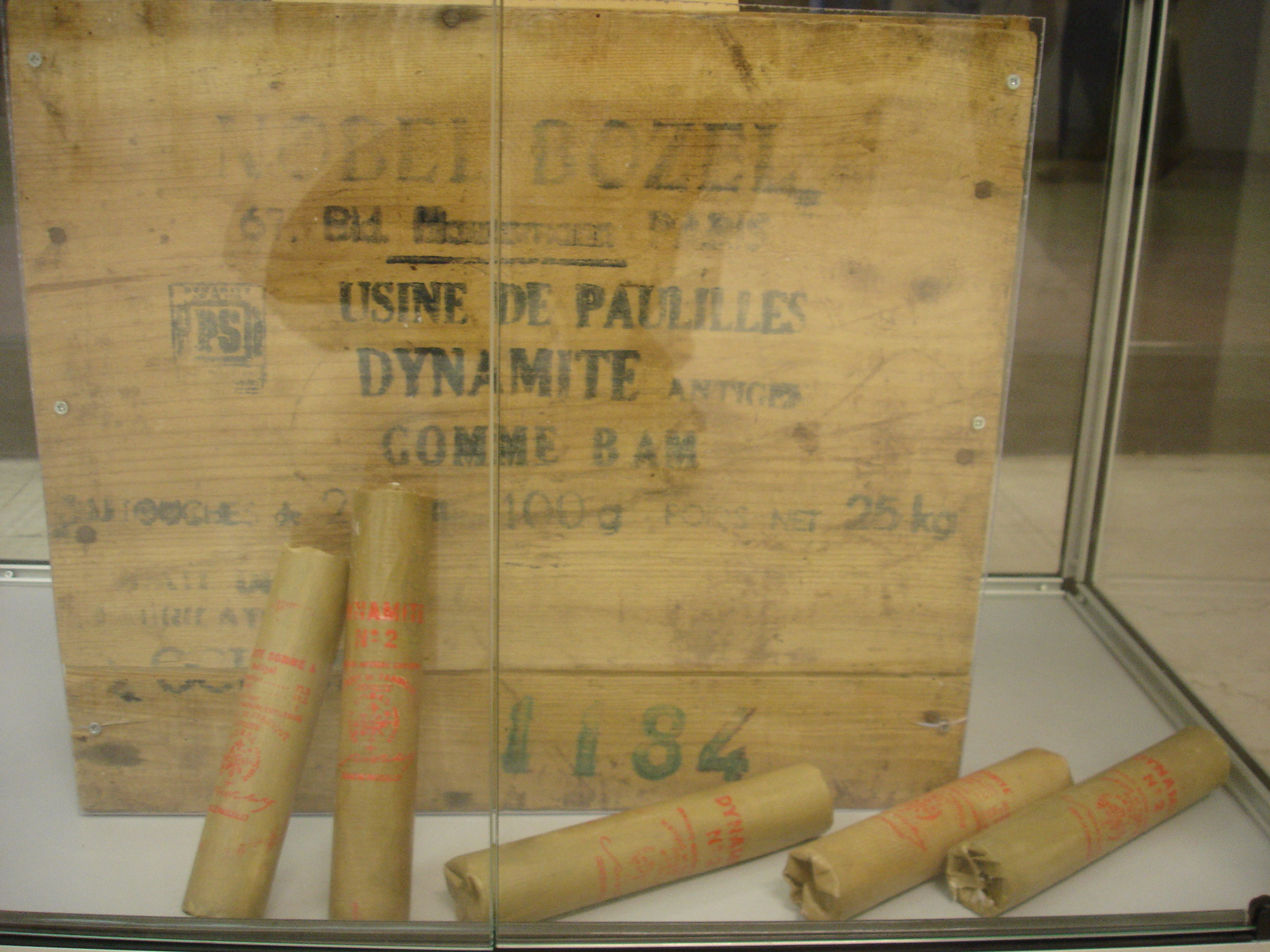
Динамит производства фабрики Нобеля

По широко распространённой легенде, начало изобретению динамита было положено случайным открытием в 1866 году: бутыли, в которых нитроглицерин был предназначен к перевозке, были уложены в кремнистую землю (кизельгур), причём одна из бутылей дала течь, часть нитроглицерина вытекла и была поглощена кремнистой землёй. Нобель якобы обратил внимание на то, что получившийся смоченный нитроглицерином кизельгур не выделяет жидкости даже при сильном давлении, а при подрыве капсюлем гремучей ртути взрывается с силой, только немного уступающей чистому нитроглицерину в количестве, поглощённом кремнистой землёй.
На самом деле Нобель, с целью упростить применение нитроглицерина, приступил к широкомасштабным исследованиям впитывающих нитроглицерин материалов в 1864 году, испытав последовательно бумагу, порох, опилки, вату, уголь, гипс, кирпичную пыль и другие материалы. К концу года было обнаружено, что наилучшие результаты даёт кизельгур, на котором Нобель и остановился. Весь 1865 год ушёл на оттачивание состава и метода производства взрывчатки, а в 1866 году динамит был представлен публике. Сам Нобель опровергал легенду:

Я безусловно никогда не замечал ни одной случайной утечки нитроглицерина в кизельгуровую упаковку в таком количестве, чтобы образовать пластичный или хотя бы влажный материал, и идея такой случайности изобретена, должно быть, теми, кто принимает предположения за действительность. Что в самом деле привлекло мое внимание к использованию инфузорной земли для динамита, так это её чрезмерная легкость в сухом виде, что свидетельствует, разумеется, о её большой пористости. Следовательно, динамит появился не в результате случайности, а потому, что я с самого начала видел недостатки жидкой взрывчатки и искал способы им противодействовать.— 
Эта разработка Нобеля оказалась чрезвычайно важной: она давала возможность полностью отказаться от использования нитроглицерина в жидком виде. Впитанное порошкообразными поглотителями, это взрывчатое вещество стало намного безопаснее в обращении. Изобретение было сразу оценено современниками: уже в 1868 году Альфред Нобель и его отец были награждены Золотой медалью Шведской академии наук «За заслуги в использовании нитроглицерина как взрывчатого вещества».
Вещества-поглотители, пропитанные нитроглицерином, были названы «динамитами», и в 1867 году А. Нобель взял патент на приготовление так называемого кизельгур-динамита, или, иначе, гур-динамита, содержащего от 30 до 70 % нитроглицерина.

### Распространение динамитов
| Год  | Объём производства, т |
| ---- | --------------------- |
| 1867 | 11                    |
| 1868 | 20                    |
| 1869 | 156                   |
| 1870 | 370                   |
| 1871 | 848                   |
| 1872 | 1570                  |
| 1873 | 4100                  |
| 1874 | 6240                  |
| 1875 | 8000                  |

В 1867 году А. Нобель предложил динамит для снаряжения артиллерийских снарядов, но специальная комиссия, назначенная для испытания этого предложения, пришла к выводу, что для этой цели динамит не пригоден, так как не обеспечивает в достаточной степени безопасности.
В 1868 году полковник Петрушевский предложил свой порошкообразный магнезиальный динамит, состоявший из 75 % нитроглицерина и 25 % углекислой магнезии в качестве поглотителя (так называемый русский динамит Петрушевского). В том же году в Кронштадте было приготовлено 18 пудов такого динамита, давшего при испытании хорошие результаты. Этот динамит одно время использовался в США под названием Magnesia powder.

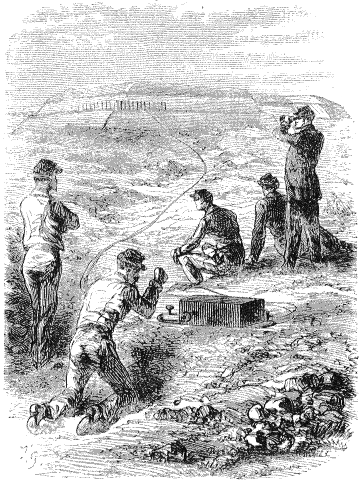
Взрывные работы с помощью динамита, рисунок из французского журнала La Nature, 1873

В частной промышленности Нобель ввёл динамиты в 1869 году, и уже в 1871 году в России они применялись при добывании цинковых руд и каменного угля.
Если в 1867 году единственная фабрика Нобеля по производству динамита выпустила его всего 11 тонн, то через семь лет более полутора десятков заводов Нобеля производили уже тысячи тонн динамита в год, преимущественно для нужд горной промышленности. При внедрении динамита в практику часто возникали курьёзы, так как серия известных взрывов нитроглицерина в начале—середине 1860-х годов привела к тому, что некоторые страны запретили производство и перевозку нитроглицериносодержащих материалов. В таких странах динамит часто отправляли на рудники под видом фарфора или стекла, а в Великобритании, где такой запрет действовал с 1869 по 1893 годы, Нобелю пришлось его обходить, выстроив крупный динамитный завод в Глазго — под шотландской юрисдикцией, и доставляя динамит не по железным дорогам, а гужевым транспортом.
Во время франко-прусской кампании в 1870—1871 годах немцами для снаряжения подводных мин использовался дуалин, состоявший из 50 % нитроглицерина, 30 % нитрованной древесины и 20 % калиевой селитры, а в качестве подрывных патронов немецкие инженерные войска употребляли так называемый литофрактор — особый вид динамита, заключающий 52—70 % нитроглицерина, 30—25 % кизельгура, а также небольшое количество каменного угля, селитры и серы.
Успехи немцев в применении динамита при подрыве крепостей и мостов стимулировали французов к началу его использования, чему до этого противилось государственное Управление порохов и селитр, имевшее монополию на производство взрывчатых веществ во Франции. В результате в ту же войну динамиты были приняты на вооружение и во французских войсках, и в 1870—1871 годах во Франции были выстроены две государственные и одна частная динамитные фабрики, затем, впрочем, вновь закрытые до 1875 года. В 1871 году динамиты появились и в австрийских инженерных войсках.
Расширение производства сопровождалось взрывами на фабриках: так, в 1870 году в Германии их произошло 6, 14 января 1871 года при взрыве в Праге погибло 10 человек, а 8 апреля 1872 года взорвался динамитный завод в Альт-Бероу (Силезия).
В 1875—1879 годы в России производились опыты с «целлюлозе-динамитом» австрийского химика И. Трауцля. Опыты велись в Усть-Ижоре и Варшаве. Динамит этот включал 70 % нитроглицерина и поглотитель, состоявший из 29,5 % древесно-бумажной массы и 0,5 % соды.
В 1876 году российская кавалерия и инженерные войска были снабжены патронами из «целлюлозе-динамита». Кавалерийские патроны были заключены в цилиндрическую картонную гильзу, покрытую лаком снаружи и выложенную свинцовой бумагой внутри. Этот сорт динамита был на вооружении в войну в 1877—1878 годах и широко использовался для разрушения железных и разработки горных дорог на европейском театре военных действий, а также для снаряжения подводных мин, поставленных в Чёрном море и на Дунае. После окончания войны около 90 пудов этого динамита было использовано при ликвидации крепости Видин. При отправке динамита обратно в Россию 212 пудов его остатков взорвались на станции Фратешти по неизвестной причине.

### Изобретение и распространение желатин-динамитов
В 1875 году А. Нобель в попытках улучшить динамит вновь вернулся к опытам с пироксилином как поглотителем, и, порезав палец, обратил внимание на то, что использовавшийся для закрытия ран близкий родственник пироксилина — коллодий, образует желатинообразные смеси со многими органическими растворителями. Нобель бросился в лабораторию и, написав на всякий случай предварительно завещание, за ночь получил первый образец гремучего студня — смеси нитроглицерина с коллодием. Так был открыт способ желатинизации нитроглицерина и изобретены желатинированные динамиты.
Производиться промышленно желатин-динамиты стали в Англии с 1878 года, а в континентальной Европе с 1880. Вначале эти динамиты не получили широкого распространения, так как их первые образцы со временем эксудировали нитроглицерин («пропотевали» им) и поэтому не были достаточно безопасными, но эта проблема была решена в Англии в 1887 году, и с тех пор гремучие студни и желатинированные динамиты получили широкое распространение в горном деле, значительно расширив возможные объёмы взрывных работ. Так, применение этих динамитов при строительстве 15-километрового Большого Сен-Готардского туннеля, проходившегося в твёрдом граните, позволило закончить туннель на три года раньше первоначальных расчётов. Сооружение других больших тоннелей через Альпы: Мон-Сенисского (12 км), Арльбергского (10 км) и Симплонского (19 км) — тоже потребовало интенсивного использования динамита. Важными преимуществами желатинированных динамитов было то, что они взрывались, не оставляя твёрдых остатков, обладали большей силой взрыва и совершенно не боялись воды — и поэтому были пригодны для подводных взрывных работ. Для оболочек патронов из гремучих студней использовался растительный пергамент.
В 1880 году в России испытывалась «взрывчатая желатина», состоящая из 89 % нитроглицерина, 7 % коллодионного пироксилина и 4 % камфоры. Препарат этот имел важное преимущество перед «целлюлозе-динамитом» Трауцля: он не выделял нитроглицерина ни в воде, ни при сильном давлении, не взрывался от удара ружейной пули и с трудом детонировал через влияние, а по силе превосходил другие динамиты. Впоследствии, однако, обнаружилось, что этот сорт динамита не обладает достаточной устойчивостью и склонен к саморазложению (вероятно, по причине недостаточной чистоты нитроглицерина).

### Антигризутные предохранительные динамиты
XIX век — это век угля. Его добыча представляла собой одну из основных задач горной промышленности. В то же время она была достаточно опасной: взрывы пороха, использовавшегося для проходки угольных шахт и раздробления пластов, образовывали много ядовитых газов и из-за длительного открытого пламени часто вызывали взрывы рудничного газа и угольной пыли, уносившие жизни горняков. Изобретение новых более безопасных взрывчатых веществ для угольной промышленности было насущной задачей, поэтому динамиты сразу были с успехом протестированы в каменноугольных копях Анна-Мария (Северная Вестфалия) под руководством немецкого инженера Менцеля.
Полезное действие динамита было больше, чем у пороха, а скорость детонации — выше, что и обусловило его бо́льшую безопасность. Применение пороха, впрочем, продолжалось ещё долго по коммерческим соображениям, так как он слабее дробил уголь. Гурдинамит и желатинированные динамиты, однако, не решили проблему безопасности до конца, поэтому следующим шагом стали исследования путей дальнейшего усовершенствования безопасности для употребления в шахтах — или, как это назвали на Мировом конгрессе прикладной химии 1906 года, антигризутности (от фр. grisou — метан, основной компонент рудничного газа) — взрывчатых веществ.
В первую очередь исследователи обратили внимание на пламя взрыва. Попытки окружить заряд водой, пропитывая ею оболочку или помещая его в патрон, залитый водой, практически не принесли успеха. В конце 1870-х—начале 1880-х годов крупнейшие европейские державы учредили специальные антигризутные комиссии, которые занимались опытной проверкой воспламеняющих свойств различных взрывчатых веществ и сертифицировали их для использования в шахтах различной опасности.
Успехом стала первая тепловая теория антигризутности, разработанная на основе экспериментов по воспламенению метаново-воздушных смесей французскими учёными-членами антигризутной комиссии Франсуа Эрнестом Малларом и Анри Луи Ле Шателье. Они обнаружили, что есть минимальная температура воспламенения смеси, а задержка воспламенения падает с температурой: от около 10 с при минимальной температуре 650 °C до практически мгновенного воспламенения при 2200 °C. Из этого был сделан вывод, что рудничный газ взрываться не будет, если
1. температура газов при детонации будет меньше 2200 °C — это ограничивает состав взрывчатого вещества;
2. в процессе расширения и охлаждения газов задержка воспламенения для текущей их температуры будет постоянно превышать время, прошедшее с момента детонации — это даёт предельный заряд, при превышении которого вспышка возможна.

Эксперименты подтвердили основные положения теории, правда, максимальную температуру газов после взрыва в шахте в 1888 году, где использовали взрывчатые вещества с предельной температурой детонации 2200 °C, решили понизить — до 1500 °C для угольных шахт и до 1900 °C для прочих.

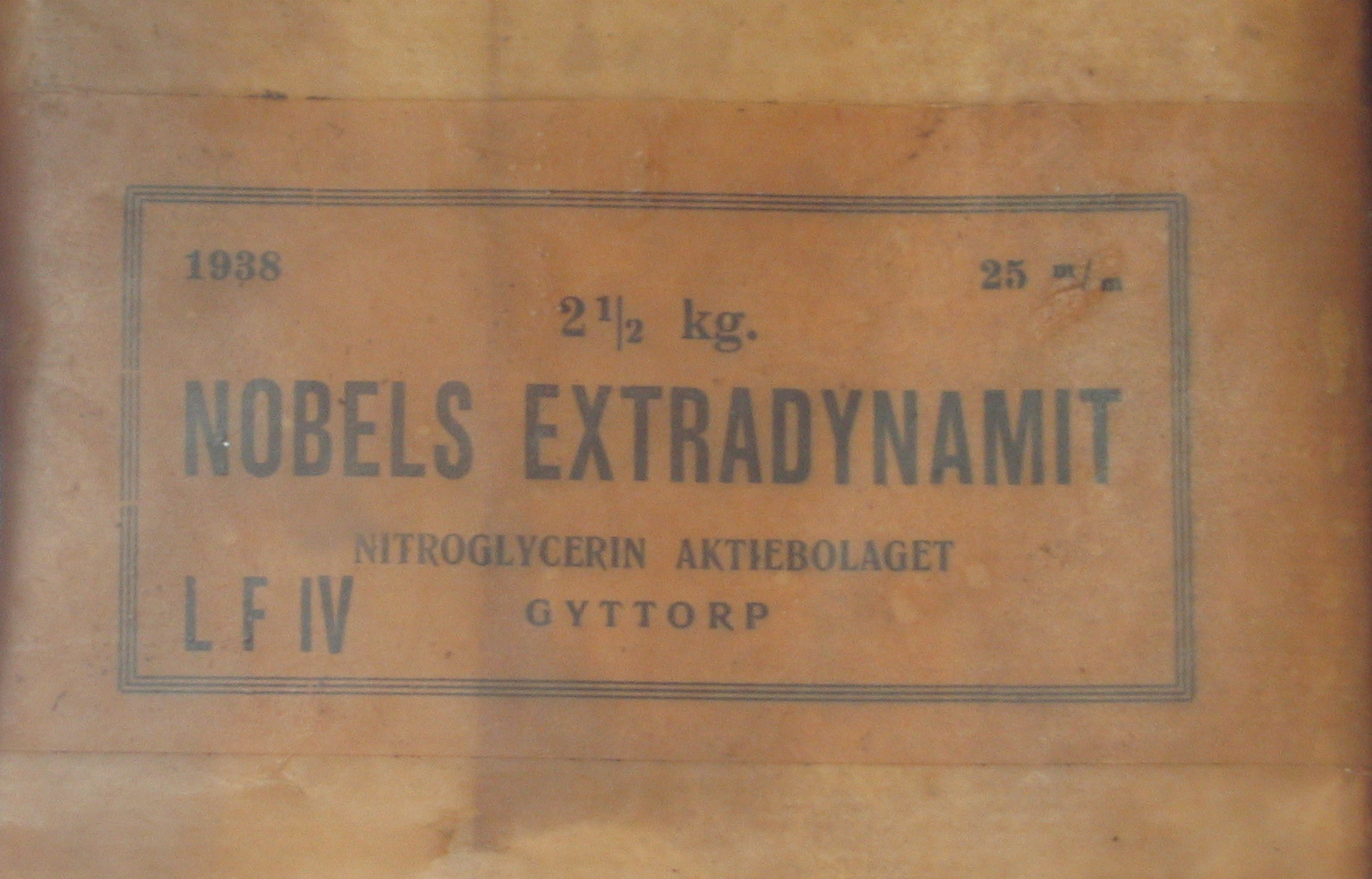
Экстрадинамит Нобеля

Многообещающим взрывчатым веществом с низкой температурой результирующих газов — всего 1100 °C — была аммиачная селитра. Первым широко распространённым антигризутным взрывчатым веществом на его основе стал экстрадинамит Нобеля, содержавший 70—80 % селитры и 30—20 % гремучего студня. Потом были разработаны гризутины, в которых было 12—30 % гремучего студня, и карбониты, состоявшие из 25—30 % студня, такого же количества муки и 25—40 % селитр щёлочных металлов или бария, изобретённые Бихелем и Шмутом в 1885 году. С 1887 года распространились веттердинамиты, включавшие в состав инертные соли с большим содержанием воды, что понижало температуру продуктов детонации — впервые такой состав предложили немцы Мюллер и Ауфшлегер: 48 % нитроглицерина, 12 % кизельгура и 40 % соды или сульфата магния.

### Бездымные пороха и военное применение динамита
К концу 1880-х годов на базе нитроглицерина были разработаны метательные бездымные пороха: баллистит, запатентованный Нобелем в 1888, и кордит, запатентованный в Англии Абелем и Дьюаром независимо от баллистита Нобеля в 1889 (сам Нобель считал отличия кордита от баллистита несущественными и вёл безрезультатную судебную тяжбу в попытке защитить свой патент). В отличие от них, разработанный ранее во Франции Полем Вьелем бездымный порох Poudre B не содержал нитроглицерина и состоял главным образом из нитроцеллюлозы. Сам же динамит, несмотря на длительные усилия военных исследователей и изобретение относительно безопасных камфорных сортов, не нашёл широкого применения в военном деле из-за повышенной опасности и чувствительности к прострелу пулями, хотя камфорные динамиты применялись в российской армии и в Первую мировую войну.
Пневматическая артиллерия, недолгое время состоявшая на вооружении американского флота и береговых батарей в самом конце XIX века, а также испытывавшаяся различными европейскими странами, называлась «динамитными пушками». Название связано с тем, что такие орудия могли стрелять в том числе и динамитными зарядами без существенного риска детонации снаряда прямо в стволе, так как давление в канале ствола артиллерийской установки можно было регулировать так, чтобы отсутствовал сильный начальный толчок (как от порохового заряда в классической артиллерии), а наоборот, ускорение снаряда росло постепенно.
Принятые на вооружение образцы стреляли удлинёнными оперёнными фугасными снарядами весом до нескольких сот килограммов, снаряжёнными гремучим студнем, составлявшим до 75 % веса снаряда, на расстояние до нескольких километров. Динамитные пушки потеряли своё значение к 1900-м годам, когда распространились более устойчивые взрывчатые вещества (мелинит, тротил и другие), которыми стало можно снаряжать фугасные снаряды классической пороховой артиллерии, имевшие к тому же бо́льшие начальные скорости и поэтому позволявшие бо́льшую дальность стрельбы.
Построенный специально для испытания пневматических орудий «динамитный крейсер» USS Vesuvius был укомплектован в 1890 году и после экспериментальных стрельб 1891 и 1893 годов даже участвовал в испано-американской войне 1898 года, обстреливая ночами Сантьяго. Затем, однако, он был поставлен на прикол и в 1904 году был превращён в экспериментальное торпедное судно с демонтированием всех динамитных пушек. Ещё одно судно с динамитной пушкой — бразильский вспомогательный крейсер «Нитерой» — совершило из неё лишь единственный символический выстрел 15 марта 1894 года в день окончательного подавления мятежа в Рио-де-Жанейро.

### Преступное применение динамитов

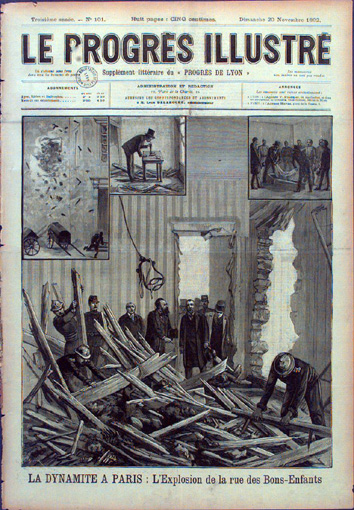
Последствия взрыва анархистами комиссариата полиции в Париже, 1892

Практически сразу же преимущества динамита оценили и преступники и террористические организации, чему способствовала относительная простота изготовления кустарного динамита и широкое распространение его промышленных сортов. Одним из первых связанных со страхованием морских судов преступлений стала попытка подрыва в море пакетбота «Мозель» с целью получения страховки за груз американским моряком Вильямом Кинг-Томассеном — бывшим взрывником-диверсантом армии Конфедерации. Она закончилась неудачей, когда 11 декабря 1875 года бочка замёрзшего самодельного динамита с часовым механизмом взорвалась при погрузке на судно, убив около 80 человек.
Метательным снарядом конструкции Кибальчича, начинённым гремучим студнем, 1 марта 1881 года был смертельно ранен российский император Александр II.
Между мартом 1883 года и январём 1885 года в Лондоне произошло 13 динамитных взрывов, организованных экстремистами-сторонниками самоуправления Ирландии из организации «Клан-на-Гейл», включая взрыв в здании Скотланд-Ярда и попытку подрыва Лондонского моста. Русская революционная партия «Народная воля» активно занималась производством динамита для проведения террористических актов. В Европе динамит применялся в тех же целях радикальными анархистами. Как сформулировал в 1886 году Огаст Спайс, редактор анархистской газеты в Чикаго, «фунт динамита стоит бушеля пуль» (англ. A pound of dynamite is worth a bushel of bullets).
Гремучий студень использовался Ирландской республиканской армией во время войны за независимость в 1919—1922 годах. Годы спустя он также применялся «Временной» ИРА против британских войск и военизированных формирований лоялистов в Северной Ирландии, но позже был заменён более мощной пластичной взрывчаткой Семтекс, поставлявшейся из Ливии. Террористическое крыло юнионистов также использовало гремучий студень, особенно в серии взрывов в нескольких почтовых отделениях и электрических подстанциях в Белфасте в апреле 1969 года.

### Расцвет использования динамитов

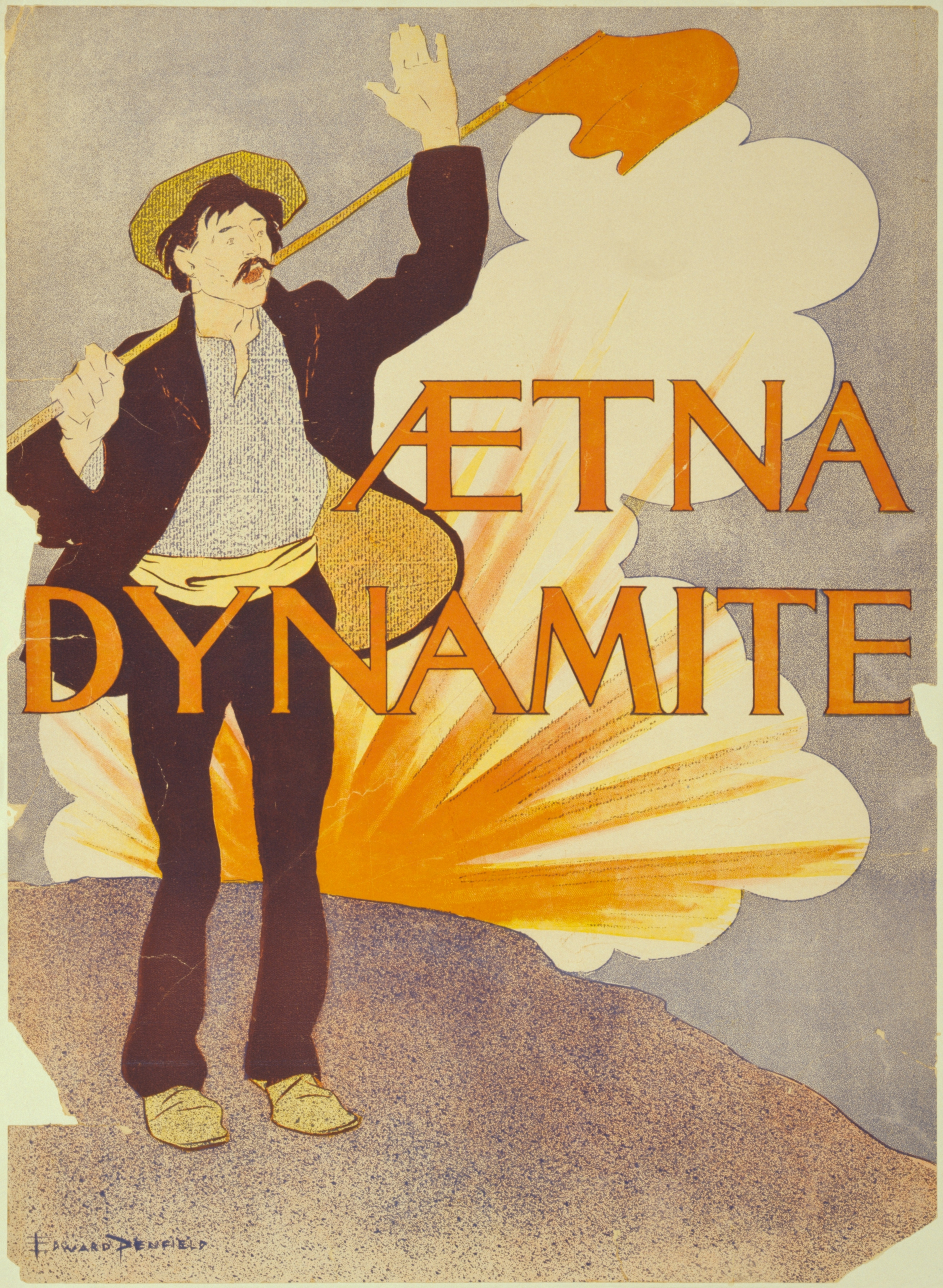
Реклама динамита, 1890-е годы

К 1890-м годам под управлением Нобеля были уже десятки предприятий, производивших десятки тысяч тонн динамитов в год. Всё заработанное в основном на динамите и нефти состояние, около 32 миллионов крон, Нобель, умерший в 1896 году, завещал для образования фонда, ежегодно вручающего Нобелевские премии.
К 1910 году производство динамита в мире достигло сотни тысяч тонн в год, на одном только строительстве Панамского канала было израсходовано несколько миллионов тонн динамита. К 1920-м годам число производимых марок динамита стало исчисляться сотнями, хотя тогда уже наметилась тенденция к их замене более новыми, безопасными и эффективными экономически взрывчатыми веществами.
Вначале бо́льшую популярность имели сорта с пассивными адсорбентами, типа кизельгура, однако к 1920-м годам они имели уже практически только исторический интерес, уступив место различным более мощным рецептурам со сгорающими в детонации адсорбентами нитроглицерина, типа органических смол, селитры и даже сахара. Это являлось следствием того, что нитроглицерин является избыточным по кислороду взрывчатым веществом, то есть при детонации нитроглицерина выделяется чистый кислород, который может быть использован как окислитель для адсорбента и прочих добавок с целью усиления взрыва.

### Закат динамитов

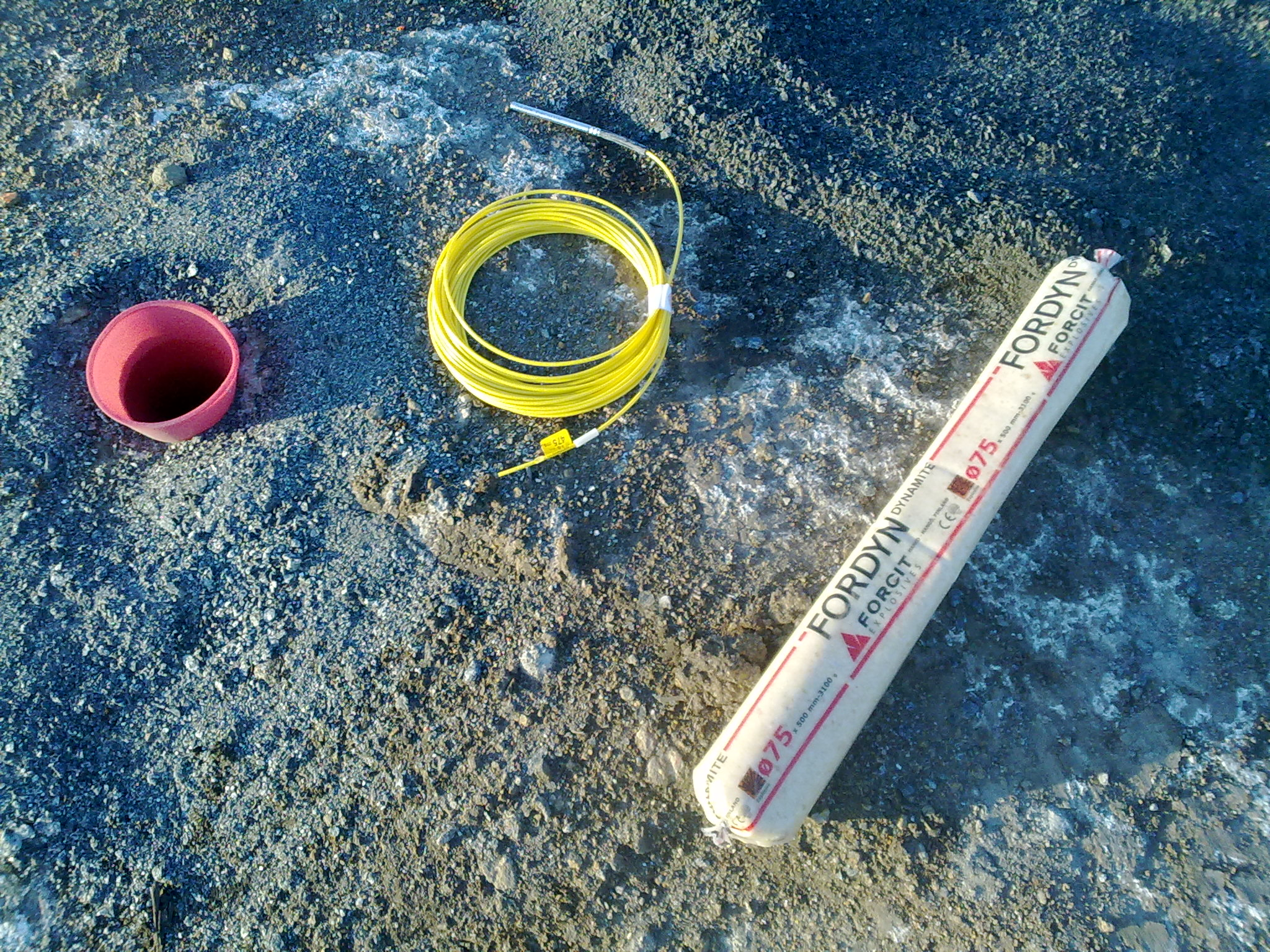
Современный динамит для дробления валунов, Финляндия, 2009

На смену динамитам в промышленности постепенно пришли аммиачно-селитренные взрывчатые вещества. Первые патенты на некоторые их рецепты были получены ещё И. Норбином и И. Ольсеном (Швеция) в 1867 году, однако их практическое использование для снаряжения боеприпасов и для промышленных целей началось в годы Первой мировой войны. Так как этот вид взрывчатки проявил себя гораздо более безопасным и экономичным, чем традиционный динамит, то начиная с 30-х годов XX века масштабы его использования в промышленных приложениях существенно выросли, однако динамиты всё ещё оставались основным промышленным взрывчатым веществом во многих странах, например в Англии и Швеции, до середины XX века. Процесс массового переоснащения промышленности с динамитов на аммиачно-селитренные взрывчатые вещества начался примерно в 50-х годах XX века, но шёл неравномерно. В ЮАР — крупнейшем мировом производителе и потребителе динамита в течение нескольких десятилетий, начиная с 1940-х годов — динамит активно применялся на золотых рудниках и оставался основным взрывчатым веществом до 1985 года, когда AECI под влиянием профсоюзов перепрофилировала фабрики на производство взрывчатых веществ на основе селитры.
В России производство полупластичных динамитов было начато во второй половине 1870-х годов, и вплоть до 1932 года производились динамиты с содержанием нитроэфиров 93, 88, 83 и 62 %, после чего производство трёх первых марок было свёрнуто из-за их большей опасности по сравнению с 62 % динамитом. После Великой Отечественной войны было возобновлено производство труднозамерзающего 62 % динамита на смеси нитроглицерина с нитродигликолем, но к началу 1960-х годов и он был вытеснен из промышленности, в СССР осталось лишь производство порошкообразных составов с содержанием жидких нитроэфиров около 15 % (детониты, углениты и так далее). При этом некоторые авторы относят к динамитам взрывчатые вещества с низким содержанием нитроэфиров, а некоторые — нет. В начале 1960-х годов производство классического динамита в СССР было полностью прекращено.
В последней четверти XX столетия в горном деле в США на некоторое время получили популярность предохранительные динамиты, в которых в качестве нитроэфирной смеси использовалась смесь метриол тринитрата и диэтиленгликольдинитрата, обладавшая тем достоинством, что эти соединения не вызывают головной боли при контакте, в отличие от нитроглицерина. К началу XXI века их производство было свёрнуто.
В полном обороте взрывчатых веществ в мире динамит занимает в 2015 году максимум 2 %.

## Роль динамитов в истории техники, их достоинства и недостатки

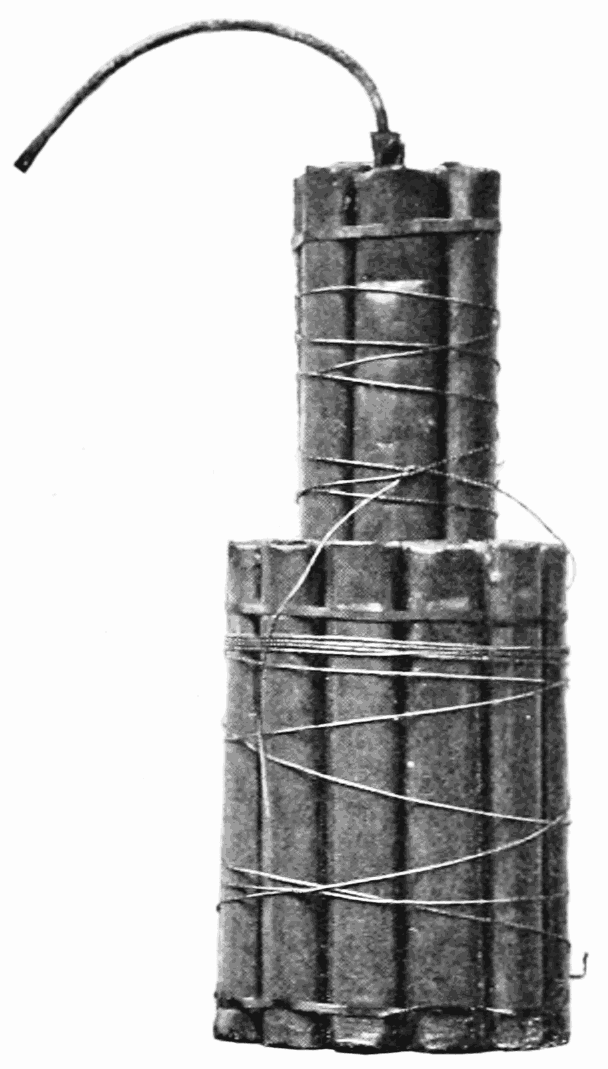
Гильза для динамитных патронов, 1899—1900

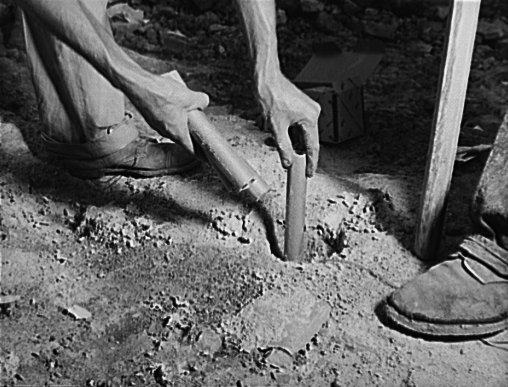
Вставка динамита в шпур при постройке дамбы Дуглас-Дэм, Теннесси, июнь 1942.

Динамиты были первыми смесевыми бризантными взрывчатыми веществами, получившим широкое распространение в горном деле, и они сыграли существенную роль в развитии взрывного дела. Динамиты превосходили более раннее основное взрывчатое вещество — чёрный порох — практически по всем показателям: по силе взрыва и концентрации энергии (теплота взрыва динамита составляет 7100—10 700 МДж/м³), по водоустойчивости и пластичности, по безопасности в обращении. Эти преимущества делали применение динамитов особенно эффективным для одного из основных на то время методов ведения взрывных работ — шпурового метода с ручным заряжанием шпуров патронами. Вообще внедрение динамита существенно упростило технологию взрывных работ, позволив перейти от камерных и мелкошпуровых зарядов к скважинным.

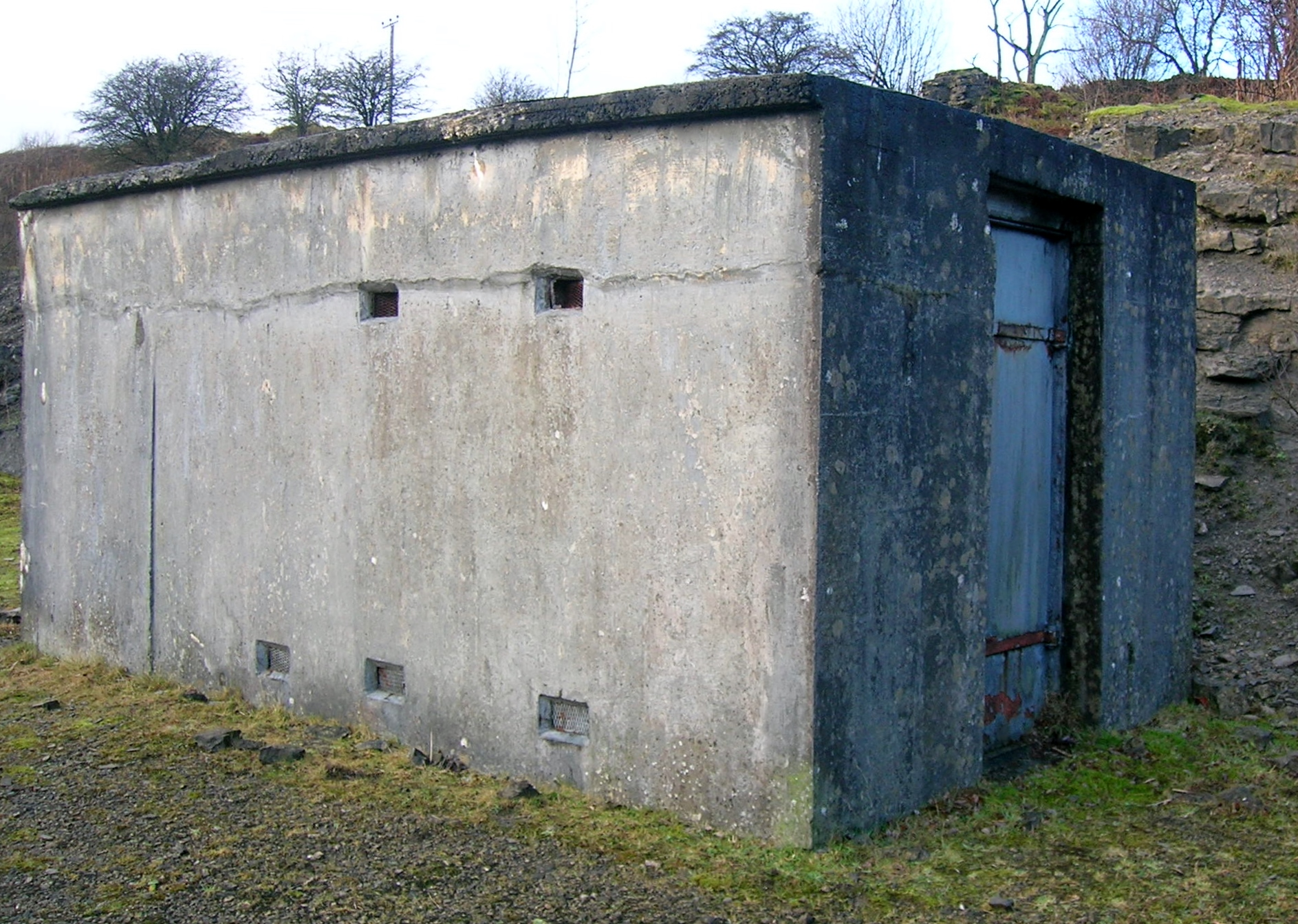
Типичное старое бетонное здание для хранения динамита и детонаторов, Шотландия

Наряду с достоинствами динамиты обладают и недостатками. Они очень чувствительны к механическим воздействиям и поэтому опасны в обращении, особенно замёрзшие и полуоттаявшие динамиты — что требует для хранения динамита хорошо отапливаемых складов: так, динамиты, использующие чистый нитроглицерин, замерзают при температурах 10—12 °C и теряют пластичность, для понижения температуры замерзания в динамиты добавляют также другие нитроэфиры, например нитрогликоль. Отрицательными качествами желатин-динамитов (см. Виды и производство динамитов) являются старение (частичная потеря детонационной способности при хранении, хотя и значительно менее выраженная, чем у других динамитов) и замерзание при температурах ниже −20 °C. Обычной опасностью из-за механической чувствительности являлась возможность детонации остатков патронов в стаканах шпуров при последующем обуривании забоев. Ещё одним историческим недостатком динамитов была эксудация нитроглицерина — выделение его каплями на поверхности динамита, «пропотевание» нитроглицерином — который при контакте вызывает продолжительную головную боль, а также более взрывоопасен, чем сам динамит (аналогичные проблемы существовали у гремучих студней).
По экономической эффективности производства динамиты существенно уступают более современным промышленным взрывчатым веществам на основе аммиачной селитры. Ещё одним фактором, затрудняющим их применение, является плохая пригодность в силу высокой чувствительности и формы выпуска (патроны диаметром 20—40 мм) к использованию в автоматических системах заряжания шпуров взрывчатыми веществами, хотя подобные попытки на основе пневматических систем велись в Швеции.

## Виды и производство динамитов

### Общий обзор
| Состав                               | Состав       |
| ------------------------------------ | ------------ |
| нитросмесь                           | 62 %         |
| коллоксилин                          | 3,5 %        |
| нитрат натрия                        | 32 %         |
| древесная мука                       | 2,5 %        |
| Свойство                             | Значение     |
| Чувствительность к удару 2 кг грузом | 25 см        |
| Температура вспышки                  | 205 °C       |
| Скорость детонации                   | 6000 м/с     |
| Теплота взрыва                       | 1210 ккал/кг |
| Температура продуктов взрыва         | 4040 °C      |
| Объём продуктов взрыва               | 630 л/кг     |
| Бризантность по Гессу                | 16 мм        |
| Работоспособность по Трауцлю         | 350 см³      |
| КПД взрыва                           | 76 %         |
| Тротиловый эквивалент                | 1,2          |
| 1.                                   |              |

Основным взрывчатым компонентом динамитов является нитроглицерин, к которому в целях понижения температуры затвердевания добавляется нитрогликоль или динитрат диэтиленгликоля (получающаяся смесь называется часто нитросмесью). По составу дополнительных ингредиентов динамиты разделяют на смешанные и желатин-динамиты, а по доле нитроглицерина на высоко- и низкопроцентные. Основная масса применения исторически приходилась на динамиты с 40—60-процентным содержанием нитроглицерина, в том числе в СССР — 62-процентный динамит.
В состав смешанных динамитов помимо нитросмеси входит порошкообразный пористый поглотитель. В частности, в гурдинамите (высокопроцентный смешанный динамит) 75 % составляет нитроглицерин и 25 % — кизельгур, образуя рыхлую сырую массу, напоминающую чернозём (кизельгур был использован в качестве абсорбента и в патентованом динамите Нобеля, другим ранним поглотителем был углекислый магний). В низкопроцентных смешанных динамитах с теплотой взрыва 1200—1400 ккал/кг (детонитах) в качестве поглотителя могут использоваться диэтиленгликольдинитрат, алюминиевая пудра или аммиачная селитра. В основе желатин-динамитов лежат желатинированные нитроэфиры, получаемые при добавлении в основное вещество до 10 % коллоксилина. Среди желатин-динамитов выделяется так называемый гремучий студень — нитроглицерин с добавкой 7—10 % коллоксилина, дающий теплоту взрыва 1550 ккал/кг и обладающий скоростью детонации 8 км/с. В состав желатин-динамитов помимо нитроэфира и коллоксилина могут входить натриевая и калиевая селитры, горючие добавки (древесная мука) и стабилизаторы (сода).

### Исторические разновидности динамитов и их свойства

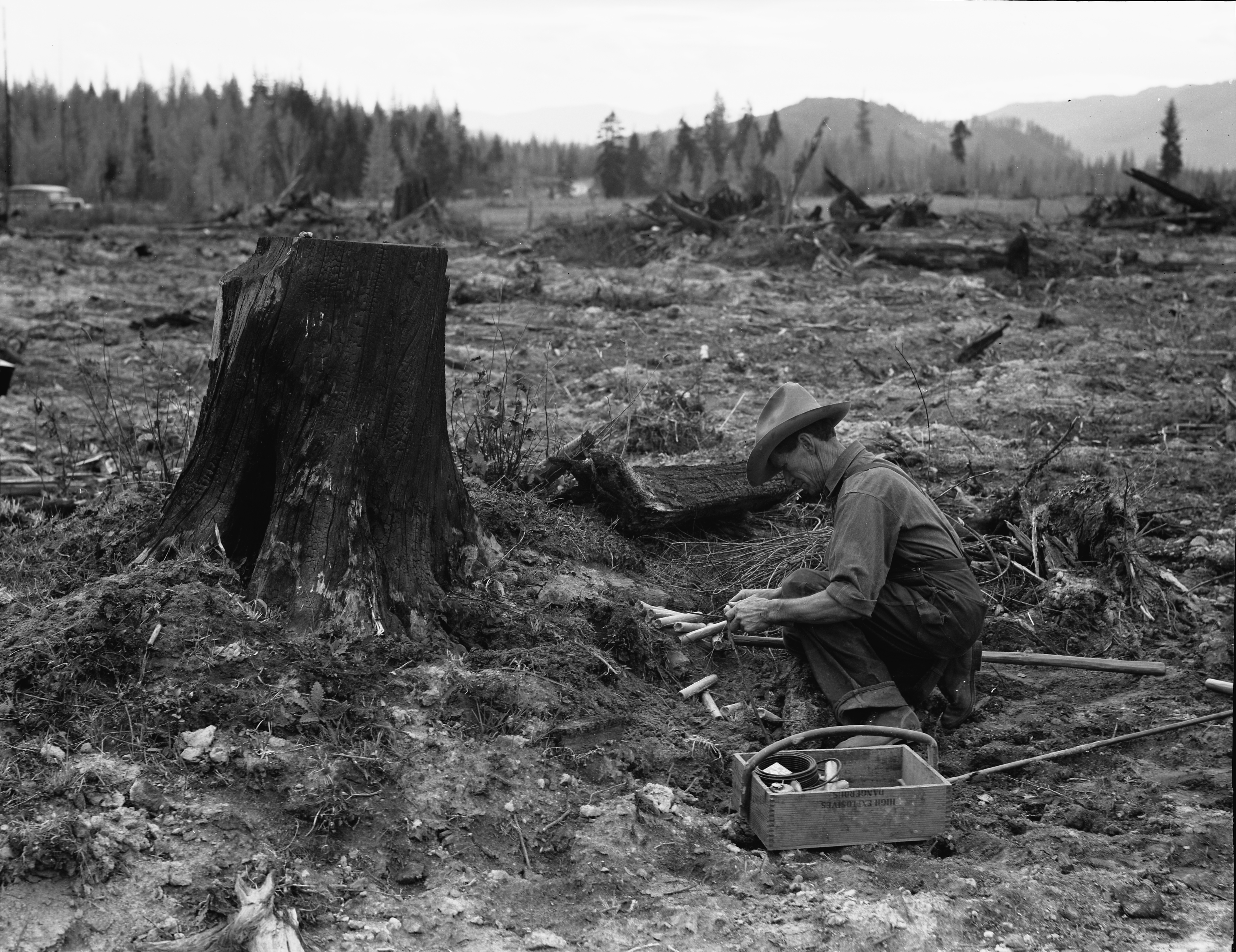
Использование динамита для корчевания пня американской лиственницы, Айдахо, октябрь 1939

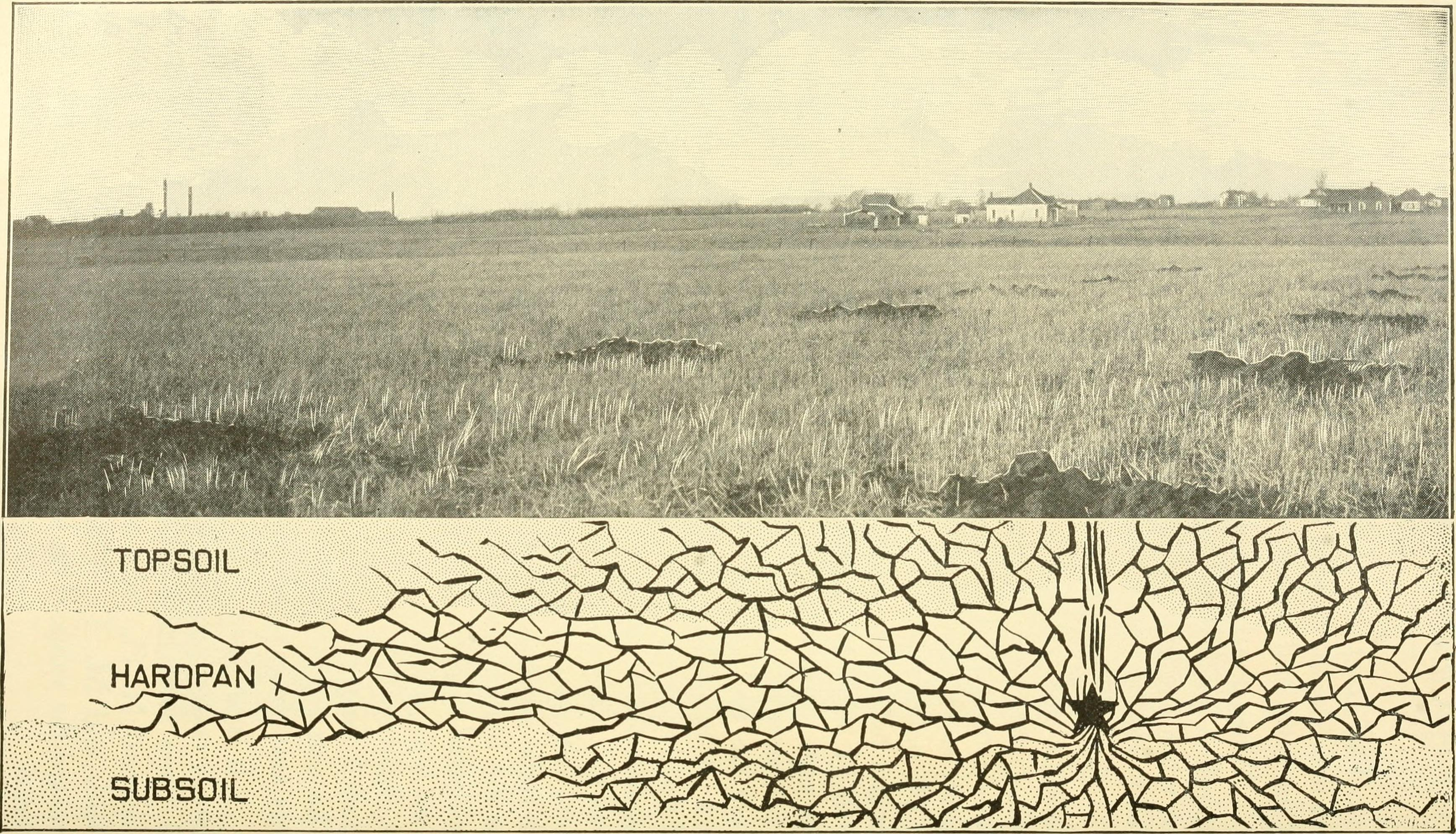
Использование динамита для разрыхления почвы, рисунок из американского пособия для фермеров, 1911

Составы динамитов варьировались в широких пределах в зависимости от их назначения. Так, динамиты, предназначенные для употребления в угольных шахтах, где возможно возгорание и детонация угольной пыли или выделяющегося из пластов метана, содержат небольшое количество нитроглицерина (10—40 %), часто смешанного с аммиачной селитрой (20—80 % — при наличии), и различными присадками, уменьшающими температуру получающихся газов. Такие динамиты выпускались под марками гризутинов, гризутитов, карбонитов и называются в общем антигризутными или предохранительными. Гремучие студни, содержавшие около 90 % нитроглицерина, 7—12 % коллоидного пироксилина и иногда несколько процентов различных присадок, использовались при взрывных работах в особо вязких и твёрдых горных породах, а близкородственные им студенистые или желатин-динамиты с существенными добавками селитры и меньшей взрывной силой — для более мягких пород и при нужде в получении крупных обломков. Так называемые военные динамиты, особо устойчивые к механическим воздействиям — вплоть до отсутствия детонации при попадании пуль, делались из гремучего студня с добавками нескольких процентов вазелина и камфоры. Экономичные динамиты были близки по составу к студенистым, но предназначались для взрывных работ на поверхности, типа корчевания пней, и часто включали в себя селитру, серу и древесную муку. Труднозамерзающие динамиты пользовались особым спросом в странах Скандинавии и включали в себя разнообразные присадки, понижающие температуру замерзания нитроглицерина.
Долгое время стандартом, с которым сравнивали все типы динамитов, был «гур-динамит № 1» или просто «динамит № 1», состоявший из 75 % нитроглицерина, 24,5 % кизельгура и 0,5 % соды. Этот динамит имел плотность 1,67 г/см³ и представлял собой пластичную массу, жирную на ощупь, цвет которой варьировался около коричневого с примесью красного из-за применения различных сортов кизельгура. Гур-динамит не был гигроскопичен, однако при соприкосновении с водой она медленно вытесняла нитроглицерин из пор кизельгура, поэтому его хранение должно было производиться в сухих помещениях. При взрыве он не образовывал ядовитых газов, но оставлял твёрдые остатки наполнителя, а при непосредственном контакте вызывал головную боль, как и нитроглицерин.
Гремучий студень из нитроглицерина и коллодия представляет собой студнеобразное прозрачное чуть желтоватое вещество, напоминающее по консистенции плотное персиковое желе. Типичным составом желатинированного динамита, широко применявшегося в промышленности, было: 62,5 % нитроглицерина, 2,5 % коллоидного хлопка, 8 % древесной муки и 27 % натриевой селитры.
Плотность гур-динамита — 1400—1500 кг/м³. Температура воспламенения гремучего студня и динамита с содержанием 75 % нитроглицерина — 180—200 °C. Объём выделяющихся газов на 1 кг вещества составляет для гремучего студня (91,5 % нитроглицерина и 8,5 % коллоидного пироксилина) — 0,71 м³, для гур-динамита с 75 % нитроглицерина — 0,63 м³, теплота взрыва при постоянном объёме — 1530 и 1150 кал/кг, температура продуктов детонации — 3200-3550 и 3000-3150 °C, скорость детонации — 7700 и 6820 м/с, развиваемое газами давление — 1,75 и 1,25 ГПа, соответственно. Детонация динамитов не происходит даже при падении их с высоты порядка десятков метров, но они очень чувствительны к ударам металлическими предметами.

### Современные динамиты

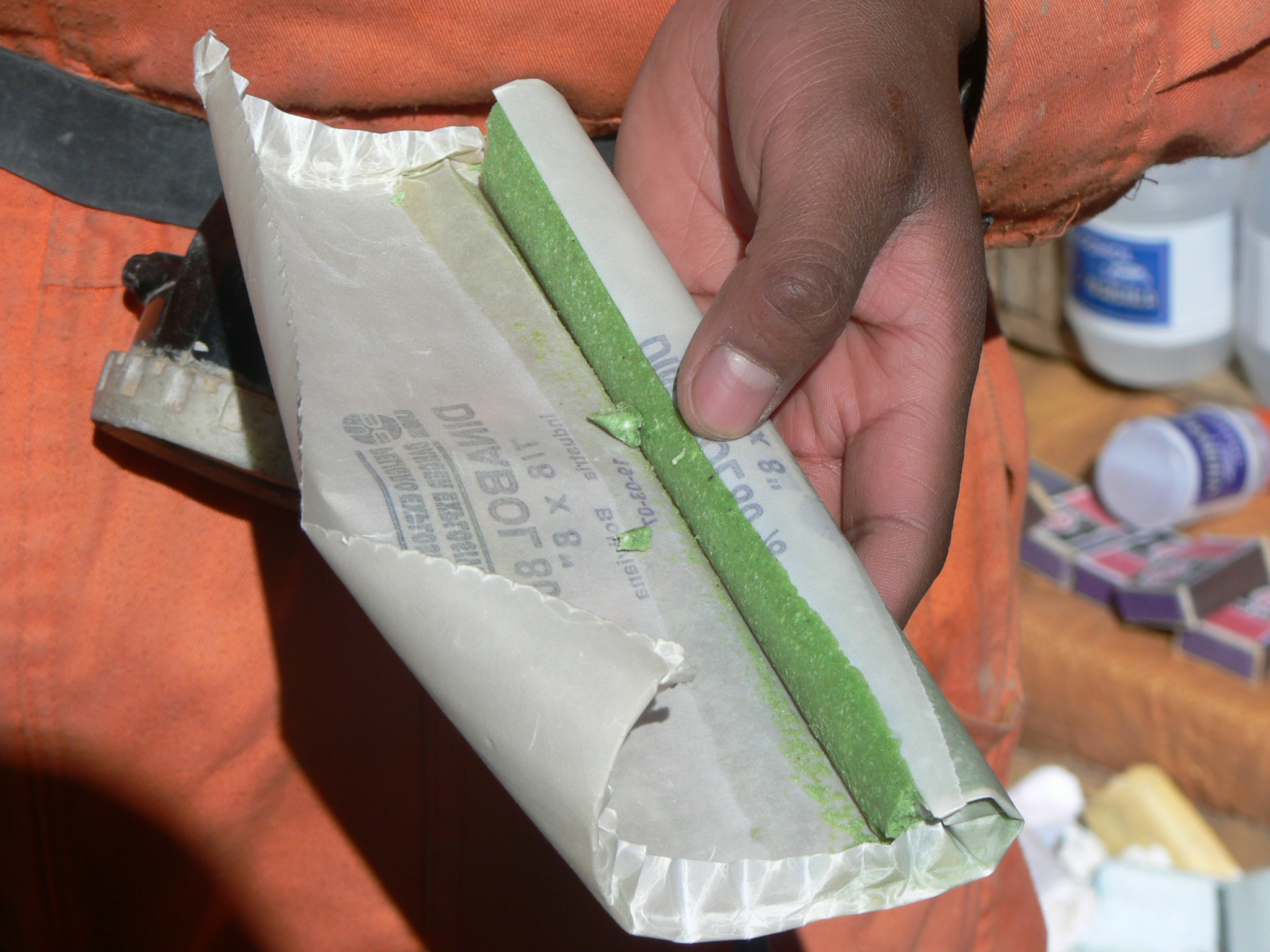
Современный динамит в Боливии, 2007

Современные промышленные динамиты выпускаются в виде патронов диаметром 32 мм, массой 150 г и 200 г, наполненных пластичным или порошкообразным маслянистым взрывчатым веществом. Гарантийный срок хранения — 6 месяцев. Подразделяются на две группы:
1. Высокопроцентные — с содержанием нитроэфиров более 35 %, это обыкновенные (пластичные) и труднозамерзающие динамиты.
2. Низкопроцентные — с содержанием нитроэфиров до 15 %, это детониты, углениты и победиты. Углениты и победиты — предохранительные динамиты, производимые из нитроглицерина, окислителя и пламегасителя (российские углениты Э-6 и № 5, победит ВП-4)[1]. Некоторые авторы не относят эти взрывчатые вещества к динамитам[56].

Температура замерзания обыкновенного динамита — +8 °C, труднозамерзающего — −20 °C. Динамиты высокочувствительны и опасны в обращении, особенно замёрзшие — в этом виде их нельзя подвергать механическим воздействиям: резать, ломать, бросать и так далее. Перед применением замёрзшие динамиты подвергают оттаиванию.
В США изготовлением динамита занимается единственная компания Dyno Nobel (г. Картаж, штат Миссури). Полный объём производства динамита в США в 2006 году составил примерно 14000 тонн. Кроме того, на вооружении в армии США состоит так называемый военный динамит, не содержащий, однако, нитроэфиров, и состоящий из 75 % гексогена, 15 % тротила и 10 % десенсибилизаторов и пластификаторов.
| Компонент            | Динамит | 60%-экстра динамит | Гремучий студень | 60%-экстра желатин | Экономичный динамит |
| -------------------- | ------- | ------------------ | ---------------- | ------------------ | ------------------- |
| Нитросмесь           | 40,0    | 15,8               | 91,0             | 26,0               | 9,5                 |
| Нитроклетчатка       | 0,1     | 0,1                | 6,0              | 0,4                | 0,1                 |
| Нитрат аммония       | 30,0    | 63,1               | —                | 39,0               | 72,2                |
| Нитрат натрия        | 18,9    | 11,9               | —                | 27,5               | —                   |
| Древесная мука       | 8,0     | 3,4                | 0,5              | 2,0                | 2,4                 |
| Бальса               | 2,0     | —                  | —                | —                  | —                   |
| Крахмал или мука     | —       | 3,9                | 1,5              | 3,8                | 4,0                 |
| Гуаровая камедь      | —       | 1,3                | —                | —                  | 1,3                 |
| Феноловые микросферы | —       | —                  | —                | 0,3                | —                   |
| Хлорид натрия        | —       | —                  | —                | —                  | 10,0                |
| Тальк                | 1,0     | 0,5                | 1,0              | 1,0                | 0,5                 |
| 1.                   |         |                    |                  |                    |                     |

### Производство динамитов

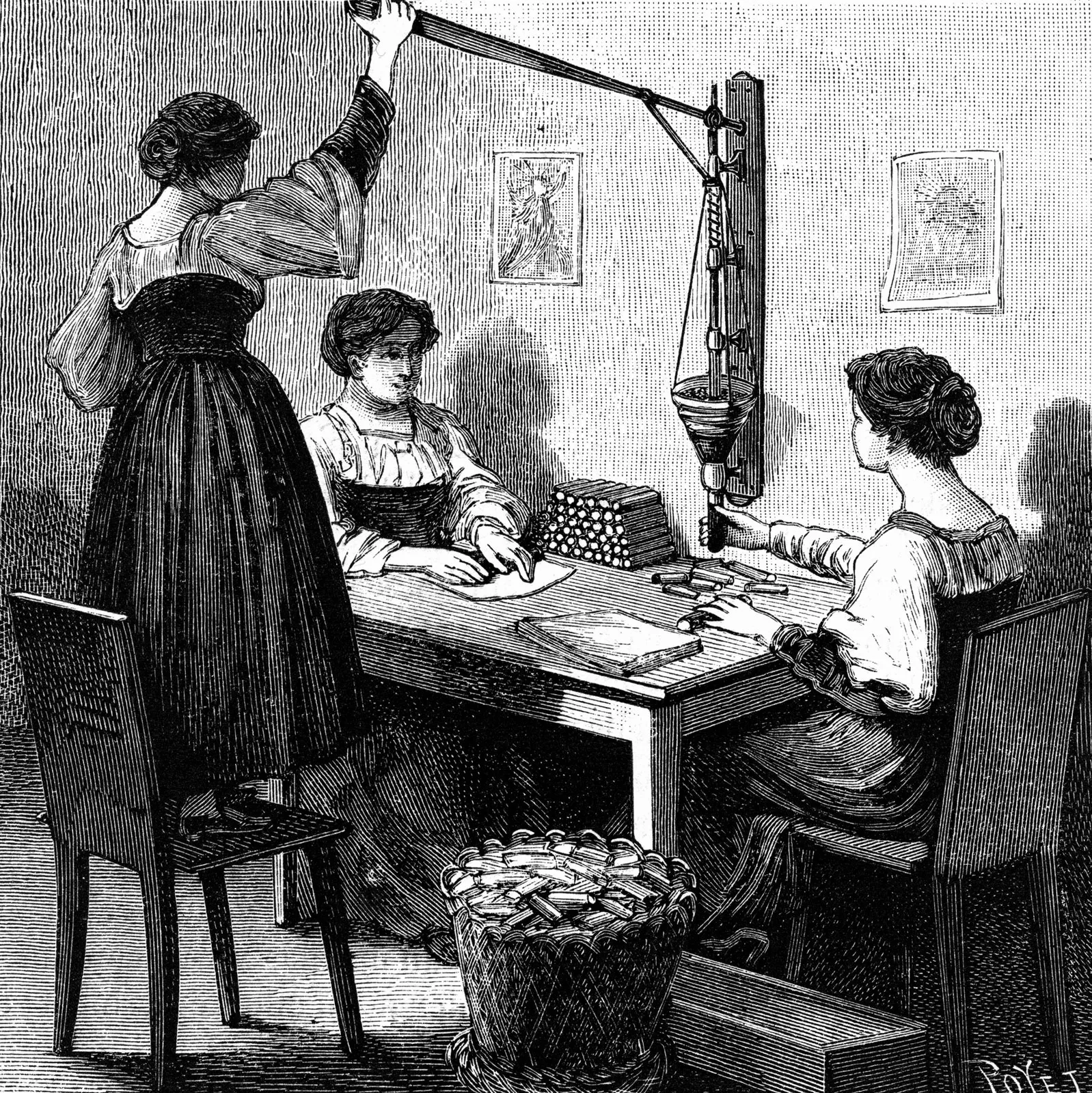
Работницы пакуют динамитные шашки на фабрике, Вал Бормида, Италия, 1888.

Процесс производства динамитов сопровождается всеми предосторожностями, которые используются в производстве взрывчатых веществ: производство строго регулируется для предотвращения случайной детонации; оборудование специально конструируется для минимизации внешних воздействий на смешиваемые компоненты, таких как огонь, теплота или удары; здания и склады специально укрепляются, в них возводятся взрывоустойчивые крыши и создаётся строгий контроль доступа; здания и склады разносятся по территории заводов и оборудуются специальными системами отопления, вентиляции и электросетями; все стадии процессов постоянно мониторятся автоматическими системами и работниками; работники проходят специальное обучение, в том числе медицинское — для оказания первой помощи пострадавшим при взрыве, а их здоровье подвергается усиленному контролю.
Исходными веществами являются нитросмесь (нитроглицерин с этиленгликольдинитратом, понижающим температуру его замерзания), впитывающее вещество и антацид. Вначале нитросмесь постепенно добавляется в механический смеситель, где она поглощается адсорбентом, сейчас типично органическим веществом типа деревянной или пшеничной муки, опилок и тому подобного с возможной добавкой натриевой и/или аммиачной селитры, усиливающих взрывчатые свойства динамита. Затем добавляется около 1 % антацида, типично карбоната кальция или оксида цинка, чтобы полностью нейтрализовать возможную кислотность адсорбента — в кислой среде нитроглицерин имеет склонность к разложению. После перемешивания смесь готова к упаковке.
Динамиты обычно патронируются в бумажных гильзах 2—3 см в диаметре и 10—20 см в длину, которые запечатываются парафином — он защищает динамит от сырости и как углеводород усиливает взрыв. Выпускаются также и многие другие формы динамитов, от маленьких патронов, используемых при сносе зданий, до крупных зарядов диаметром до 25 см, длиной до 75 см и весом до 23 кг, используемых при открытой разработке полезных ископаемых. Иногда используется порошковая форма динамитов, а для подводных работ выпускаются желатинированные динамиты.